# Kersten Steinke

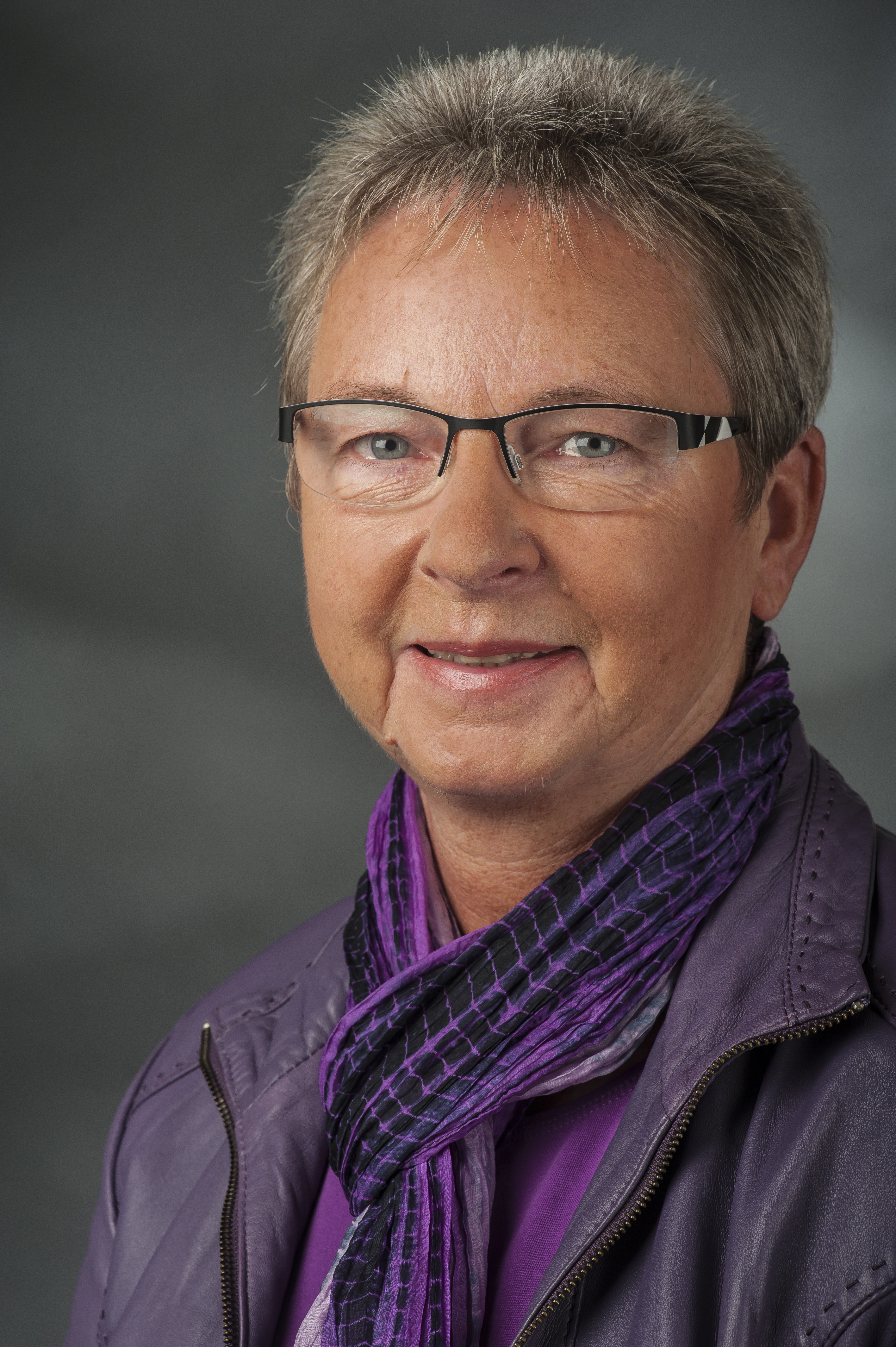
Kersten Steinke (2014)

Kersten Steinke, geborene Naumann (* 7. Dezember 1958 in Bad Frankenhausen, Bezirk Erfurt, DDR), ist eine deutsche Politikerin (Die Linke). Von 2005 bis 2021 war sie Mitglied des Deutschen Bundestages.

## Leben
Nach dem Besuch der Polytechnischen Oberschule in Bad Frankenhausen absolvierte Steinke von 1975 bis 1978 eine Berufsausbildung mit Abitur zur Agrotechnikerin/Mechanisatorin in Aschersleben. Anschließend studierte sie bis 1981 an der Sektion Wirtschaftswissenschaften der Martin-Luther-Universität Halle-Wittenberg. Danach war sie bis 1983 als Futterökonomin in der LPG (Tierproduktion) Bad Frankenhausen tätig. Daneben absolvierte sie ein Fernstudium an der Agraringenieurschule Stadtroda, welches sie 1985 als Agraringenieurin der Tierproduktion beendete. Von 1983 bis 1989 war Steinke Sekretärin des Kreisvorstandes des Verbandes der Kleingärtner, Siedler und Kleintierzüchter (VKSK) in Artern.
Kersten Steinke hat zwei Kinder und ist seit 2008 verheiratet. Nach der Bundestagswahl 2009 nahm sie den Namen ihres Ehemannes an.

## Politik

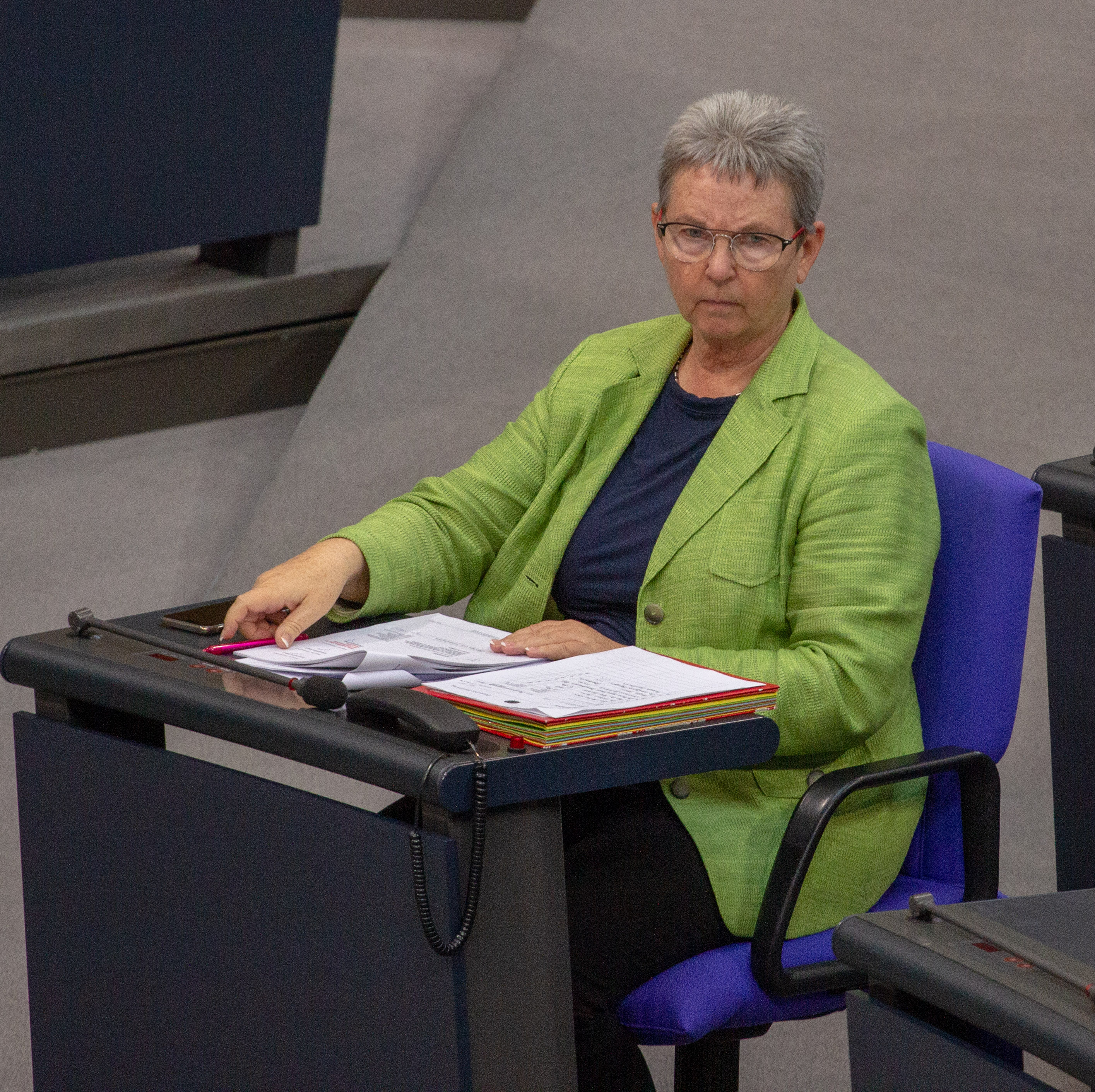
Kersten Steinke im Deutschen Bundestag, 2019

Steinke wurde 1981 Mitglied der SED und war von 1990 bis 1991 Vorsitzende des PDS-Kreisverbandes Artern und von 1995 bis 1998 stellvertretende Landesvorsitzende der PDS in Thüringen. Sie war acht Jahre lang Sprecherin des Bundesparteirates der PDS, bevor sie 2005 in den Bundesvorstand aufrückte. Auf dem Fusionsparteitag der Partei Die Linke wurde sie im Juni 2007 in den Bundesvorstand gewählt.
Von 1998 bis 2002 war sie Mitglied des Deutschen Bundestages. Von 2004 bis 2005 gehörte sie dem Thüringer Landtag an und war hier Sprecherin für Europapolitik der PDS-Landtagsfraktion. 2005 wurde sie erneut in den Deutschen Bundestag gewählt. Hier war sie von 2005 bis 2017 Vorsitzende des Petitionsausschusses. Zur Bundestagswahl 2013 war sie Spitzenkandidatin ihrer Partei in Thüringen. Kersten Steinke ist stets über die Landesliste Thüringen in den Deutschen Bundestag eingezogen. Im Januar 2017 wurde sie zur Direktkandidatin für den Wahlkreis 189 gewählt.
Im 19. Deutschen Bundestag war Steinke ordentliches Mitglied im Ausschuss für Ernährung und Landwirtschaft, sowie im Petitionsausschuss.
Zur Bundestagswahl 2021 trat sie nicht wieder an.